# Tisíciletí
Tisíciletí či milénium je období času rovnající se tisíci letům (anglicky millennium, z latinského mille, tisíc, a annum, rok). Pojem se většinou vztahuje ke kalendářnímu tisíciletí; období vázaná číselně k danému datovému systému, specificky k těm, které začínají počátečním bodem kalendáře (typicky rok 1, jako u století nebo rok nula) nebo v pozdějších letech, které jsou celočíselným násobkem tisíce let po něm.
Pojem se také může vztahovat k časovému úseku začínajícímu jakýmkoli datem. Obzvláště v náboženském užití může být tento interval interpretován méně přesně tím, že nemusí být přesně 1 000 let dlouhý.
Tisíc let trvá přibližně 31,56 miliard sekund.